# Dionisio Alcalá Galiano
Dionisio Alcalá Galiano (Cabra, 8 ottobre 1760 – Battaglia di Trafalgar, 21 ottobre 1805) è stato un militare, cartografo ed esploratore spagnolo.
Mappò molte coste dell'Europa e delle Americhe con un'accuratezza senza precedenti, utilizzando nuove tecnologie quali i cronometri marini. Comandò una spedizione che esplorò e mappò lo Stretto di Juan de Fuca e lo Stretto di Georgia, compiendo la prima circumnavigazione europea dell'isola di Vancouver. Raggiunse il grado di brigadiere morendo nel corso della battaglia di Trafalgar.
A volte firmava con il cognome completo, Alcalá-Galiano, anche se spesso usava la forma semplificata Galiano. Il diario di viaggio dell'esplorazione del 1792 fu pubblicato col nome di Galiano, e per questo motivo è divenuto famoso soprattutto con questo nome.

## Gioventù
Galiano nacque a Cabra, in provincia di Cordova (Spagna) nel 1760. Entrò nella marina spagnola nel 1771, all'età di 11 anni, iniziando a frequentare la scuola navale nel 1775. Dopo aver completato gli studi nel 1779 prese servizio attivo.
Partecipò a molti rilievi idrografici sviluppando abilità nella cartografia. Come allievo ufficiale passo del tempo nella regione del Río de la Plata e delle Isole Falkland. Tornò in Spagna nel 1783.
Nel 1784 Galiano conobbe e collaborò con Alessandro Malaspina, col quale in seguito avrebbe viaggiato verso l'America. Entrambi facevano parte di un gruppo di ufficiali che studiarono astronomia presso l'Osservatorio Reale di Cadice sotto all'ammiraglio Vicente Tofiño. La loro collaborazione fu breve, dato che Tofiño fu richiamato per commissionargli la mappature delle coste spagnole, scegliendo Galiano come collaboratore. Galiano aiutò Tofiño nei suoi grandi studi idrografici, conclusi con la redazione dell'Atlas Maritímo de España, pubblicato nel 1789. Questa esperienza condizionò il lavoro professionale di cartografo di Galiano.
Nel 1785 Galiano sposò María de la Consolación Villavicencio. Poco dopo il matrimonio partì per un'esplorazione dello Stretto di Magellano agli ordini di un altro importante insegnante, Antonio de Córdoba.
Nel 1788 fu incaricato di svolgere una missione che intendeva calcolare l'esatta posizione delle Azzorre, durante la quale comandò il brigantino Natalia. Nello stesso anno partecipò all'ultima fase del progetto di mappatura di Tofiño.

## Spedizione di Malaspina
Nel 1789 fu scelto come idrografo per l'ambizioso viaggio politico e scientifico di Malaspina. A bordo della seconda nave della spedizione, la Atrevida, comandato da José Bustamante, aiutò a mappare le coste della Patagonia e di buona parte del Pacifico tra il Cile meridionale ed il Messico. Fu coinvolto anche in molti lavori scientifici che comprendevano osservazioni astronomiche e misurazioni di gravità e magnetismo.
La spedizione giunse ad Acapulco nel marzo del 1791. Galiano fu messo a capo di un gruppo di ufficiali che sarebbero rimasti in Messico per un anno. In una lettera di Malaspina al viceré della Nuova Spagna, Juan Vicente de Güemes Padilla Horcasitas y Aguayo, si legge: Agli ordini del tenente di vascello Don Dionisio Galiano, egli, insieme a [Novales, Pineda, e Olavide], procederà verso il [Mexico] ... [Galiano] dovrà coordinare nella capitale, ed in futuro in Spagna, tutte le informazioni dei nostri passati lavori... Inoltre, dovrà estrarre tute le informazioni che permettono di avere un'idea esatta dell'ex e dell'attuale stato di [Nuova Spagna].
Galiano rimase quindi in Messico, compilando i dati idrografici ed astronomici della spedizione, usandoli per disegnare le relative mappe. Studiò gli archivi della colonia raccogliendo informazioni utili per stilare i dettagli della Nuova Spagna. Questo fu uno dei compiti politici della spedizione di Malaspina, per il quale lo stesso Malaspina ed i suoi ufficiali avevano un'autorità superiore a quella del viceré, diritto conferito direttamente dal re che gli permetteva di accedere a tutti i documenti che avrebbe giudicato interessanti. Questo lavoro occupò circa un anno, durante il quale la spedizione di Malaspina salpò verso l'Alaska e l'isola di Vancouver.

## Il viaggio del 1792 delSutile delMexicana
Il viaggio di Malaspina in Alaska aveva l'obbiettivo di determinare se esistesse veramente il passaggio a nord-ovest di cui si vociferava. Non trovandolo, egli ritornò in Messico facendo tappa presso la Baia di Nootka sull'isola di Vancouver, ed a Monterey. Gli spagnoli esplorarono il Nord-ovest Pacifico per alcuni anni, e mentre Malaspina tornava in Messico partiva una nuova spedizione guidata da Francisco de Eliza, che avrebbe scoperto una grande distesa d'acqua nell'entroterra ad est dello Stretto di Juan de Fuca. Si trattava dello Stretto di Georgia. I piloti José María Narváez e Juan Carrasco non ebbero tempo di esplorarlo tutto, ma notarono una promettente apertura che conduceva ad est (che si sarebbe rivelata l'estuario del fiume Fraser, che dal largo sembrava essere un canale). Fu l'ultima vera possibilità di scoprire il passaggio a nord-ovest. Una delle navi che parteciparono all'esplorazione, lo schooner Santa Saturnina, non fu in grado di tornare a Nootka e decise di proseguire a sud per Monterey, dove era appena arrivato Malaspina. Quindi Malaspina seppe dell'esistenza dello stretto di Georgia prima del viceré, che stava preparando una nuova esplorazione dello stretto di Juan de Fuca. Nel 1791 nominò Francisco Antonio Mourelle comandante, ed ordinò due nuovi schooners, il Mexicana ed il Sutil. Quando Malaspina tornò ad Acapulco alla fine del 1791 riuscì a far sostituire Mourelle col proprio ufficiale, Alcalá Galiano. Un altro ufficiale di Malaspina, Cayetano Valdés, fu messo al comando del secondo schooner, sostituendo un altro dei piloti scelti dal viceré. Questo atto tolse i due shooner dal controllo del viceré facendoli passare sotto all'autorità di Malaspina. I vascelli furono spostati dai cantieri di San Blas, dove erano stati costruiti, ad Acapulco, dove furono adattati secondo le disposizioni di Malaspina. Nonostante si dica spesso che la spedizione di Galiano fosse stata comandata dal viceré Revillagigedo, in realtà fu solo una parte di quella di Malaspina. Inoltre l'artista José Cardero, che accompagnò Malaspina, salpò con Galiano.
La spedizione lasciò Acapulco l'8 marzo 1792. Galiano comandava il Sutil, e l'intera spedizione, mentre Valdés era alla guida del Mexicana. Il Sutil fu adattato per somigliare ad un brigantino ed anche il Mexicana, che all'inizio doveva essere modificato in uno schooner, fu trasformato in brigantino.

### Baia di Nootka
Il 13 maggio giunsero all'avamposto spagnolo della Baia di Nootka, allora sotto il comando di Francisco de Eliza. C'era presente anche l'ufficiale anziano di Eliza, Juan Francisco de la Bodega y Quadra, che negoziò con George Vancouver la stipula della convenzione di Nootka, un accordo tra Inghilterra e Spagna riguardante la crisi di Nootka del 1789. Galiano e Valdés rimasero a Nootka per circa un mese, durante il quale le navi furono revisionate, riparate e rifornite. Il Mexicana aveva rotto l'albero durante il viaggio. Entrambi gli alberi furono sostituiti. Le ciurme furono rimpinguate con pochi soldati presi da Forte San Miguel, membri della Prima compagnia libera di volontari della Catalogna. Mentre si trovava a Nootka, Galiano notò che i Nuu-chah-nulth (Nootka) erano ridiventati amici degli spagnoli dopo un periodo di ostilità seguito all'assassinio nel 1789 di Callicum da parte di Esteban José Martínez. Secondo Galiano, il capo Maquinna cenava con Quadra quasi ogni giorno. Galiano descrisse anche quello che gli spagnoli avevano capito del sistema di classi sociali dei Nuu-chah-nulth, identificando tre principali capi che chiamò Macuina (Maquinna), Tlupananul e Cicomacsia. Citò anche il capo della zona di Clayoquot Sound chiamandolo Uicaninish (Wickaninnish). Galiano stimò la popolazione dei Nuu-chah-nulth in non più di 4 000 unità. Il 20 maggio gli spagnoli furono invitati presso il villaggio di Maluinas (Malvinas) da capo Quicomacsia. Galiano notò che l'anno precedente lo stesso capo si era fatto chiamare Quicsiocomic ma che aveva cambiato nome dopo il matrimonio con la figlia del capo dei Nuchimas (Nimpkish). Galiano ammise di non aver compreso bene, ma disse che Quicomacsia affermava che, grazie al matrimonio, aveva raggiunto un livello superiore a quello di Maquinna, e che era diventato il capo più alto in grado dei Nuu-chah-nulth e dei Nimpkish. Nonostante questo tutti sembravano considerare Maquinna il vero sovrano della costa da Esperanza Inlet ad Escanlante Point, "ed in tutte le terre all'interno". Gli spagnoli avevano interpretato la cosa come un tipo di sistema feudale. Un gruppo di nativi Clayoquot giunse a Nootka alla fine di maggio, e Galiano notò che avevano preso possesso di un gran numero di armi da fuoco e che cercavano di comprare polvere da sparo più di ogni altra cosa.
Il 3 giugno un gruppo di Nuu-chah-nulth chiese aiuto a Quadra per fronteggiare una nave che aveva attaccato un villaggio ad Esperanza. Dissero che sette di loro erano stati uccisi, molti feriti, e che gli erano state rubate tutte le pelli di lontra. Quadra inviò il proprio medico a curare i feriti, e promise di punire gli aggressori. Galiano si stupì nel sapere che la nave era la Columbia Rediviva guidata da Robert Gray, ma che l'attacco era stato invece portato dal commerciante inglese di pelli William Brown. Brown comandava tre vascelli commerciali, il Butterworth, il Jackall ed il Prince Lee Boo, complessivamente noti come "lo squadrone Butterworth". Aveva ricevuto una concessione dal governo britannico di stanziare un porto commerciale sulla costa dell'isola di Vancouver. Si aspettava che gli spagnoli cedessero agli inglesi il controllo della Baia di Nootka nel giro di un anno, ma a causa della decisione di Quadra il trasferimento non avvenne. Quello stesso anno Brown ebbe un violento conflitto col popolo indigeno di Clayoqout Sound. Affermò di aver agito per autodifesa, mentre altri commercianti di pelli lo accusarono di aver rubato con la forza le pelli dei Clayoquot.
Il 18 ed il 28 maggio gli spagnoli osservarono le lune di Giove, il che gli permise di calibrare i cronometri. Altri due tentativi di osservazione fallirono a causa del cielo nuvoloso.

### Stretto di Juan de Fuca
Galiano e Valdés lasciarono la Baia di Nootka la mattina del 5 giugno entrando nello stretto di Juan de Fuca, raggiungendo quella che oggi è nota come Neah Bay (Puerto de Núñez Gaona per gli spagnoli) il giorno seguente, dove era stata creata una stazione di posta spagnola da Salvador Fidalgo. Ormeggiarono nei pressi della nave di Fidalgo, la corvetta Princesa. Galiano afferma che i Makah erano amichevoli e simili ai Nuu-chah-nulth, ma che Fidalgo non si fidava di loro. Alcuni mesi dopo, quello stesso anno, ci fu un violento scontro tra spagnoli e Makah, a causa del quale Fidalgo fu severamente ripreso. Il capo Makah, Tetacus (noto anche come Tatoosh o Tatlacu), guidò l'attacco. In precedenza, quando Galiano e Valdés si trovavano a Neah Bay, Tetacus si era dimostrato amichevole. Fu invitato a bordo del Sutil e del Mexicana, esaminandoli con una curiosità che stupì Galiano. L'8 giugno, quando le navi stavano per lasciare Neah Bay, Tetacus li visitò affermando che stava progettando un viasggio nello stretto di Juan de Fuca. Valdés lo esortò ad accompagnare gli spagnoli, ed egli accettò l'offerta.
Avendo le mappe e le informazioni sullo stretto di Juan de Fuca prodotte da Quimper nel 1790 e da Eliza nel 1791, Galiano intendeva salpare velocemente per Bellingham Bay e da qui verso nord nello stretto di Georgia. In base agli ordini ricevuti, Galiano era più interessato all'esplorazione dei canali d'acqua che si inoltravano verso est nel continente. Per questo motivo decise di non esplorare la parte meridionale del Passaggio di Caamaño (Admiralty Inlet), che l'avrebbe portato a Puget Sound. In ogni caso George Vancouver terminò la propria esplorazione di Puget Sound mentre Galiano e Valdés imboccavano lo stretto di Juan de Fuca.
Il Sutil ed il Mexicana lasciarono Neah Bay l'8 giugno, attraversando la parte settentrionale dello stretto e costeggiando l'isola di Vancouver. Salparono durante la notte, giungendo a Race Rocks all'alba, per poi dirigersi verso Esquimalt (Puerto de Córdova). Tetacus suggerì un posto in cui fermarsi per rifornirsi di acqua, dato che c'erano poche sorgenti nei pressi di Esquimalt. Galiano e Valdés furono impressionati in molti modi da Tetacus. Conosceva i nomi di tutti i capitani spagnoli e britannici passati nella regione, e diceva che due navi erano già passate nello stretto di Juan de Fuca (si trattava delle navi di George Vancouver). A Tetacus fu mostrata anche una mappa dello stretto, ed egli riconobbe molti luoghi riportando agli spagnoli i loro nomi nativi. Era uno dei capi più potenti della regione, all'incirca del livello di Maquinna e Wickaninnish.
Gli spagnoli giunsero ad Esquimalt attorno al mezzogiorno del 9 giugno. Subito arrivarono due delle sue mogli in canoa, che li avevano seguiti da Neah Bay non volendo salire sulle navi spagnole. La sera gli ufficiali spagnoli raggiunsero i villaggi sulla costa. Galiano credeva che Tetacus fosse il capo di quei villaggi, ma in realtà si trovavano sul territorio dei Songhee, mentre Tetacus era un Makah. Avrebbe potuto trattarsi semplicemente di un parente. José Cardero, l'artista che stava accompagnando Galiano e Valdés, dipinse un ritratto di Tetacus e di due delle mogli. Una di queste indossa una veste tipica dei Salish della costa, e quindi avrebbe potuto essere una Songhee.
Le navi spagnole lasciarono Esquimalt la mattina presto del 10 giugno. Si diressero verso Smith Island (Isla de Bonilla) e, dopo averla avvistata, virarono a nord facendo rotta per Lopez Island. Si ormeggiarono presso Point Colville all'estremitò meridionale di Lopez Island. Una parte della ciurma sbarcò per effettuare un'osservazione della prima luna di Giove, grazie alla quale avrebbero tarato gli strumenti di misura della longitudine. Il giorno seguente salparono verso la parte nord-orientale dello stretto di Rosario ed attraverso il canale di Guemes nella baia di Padilla Bay, notando un villaggio sulla costa dell'isola di Guemes. Quella sera si fermarono in Bellingham Bay (Seno de Gaston).

### Incontro con la spedizione di Vancouver
Il 13 giugno, nei pressi di Point Roberts, incrociarono la HMS Chatham comandata da William Robert Broughton, secondo in comando della spedizione britannica di George Vancouver. Si incontrarono con Vancouver stesso il 21 giugno, nei pressi dell'attuale Vancouver, nella Columbia Britannica. Galiano e Vancouver stabilirono un rapporto di amicizia accordandosi per dividersi il lavoro di esplorazione e condividendo le proprie mappe. Lavorarono insieme fino al 13 luglio, dopodiché ognuno riprese la propria circumnavigazione dell'isola di Vancouver sepatatamente. Le navi di Galiano si mossero verso nord attorno all'isola, dimostrando che in effetti si trattava di un'isola. Giunsero alla Baia di Nootka, completando il giro, il 31 agosto. Le navi di Vancouver arrivarono prima.
Dato che Galiano era salpato da Nootka, mentre Vancouver era entrato direttamente dallo stretto di Juan de Fuca da sud, Galiano e la sua ciurma divennero i primi europei a circumnavigare l'isola di Vancouver. Furono an che i primi europei a scoprire e ad entrare nel fiume Fraser, il 14 giugno 1792.
Galiano ricevette lettere di suggerimenti ed ordini da Malaspina e dal viceré Revillagigedo. Malaspina chiedeva una sosta a San Francisco durante il ritorno, per poter mappare la locale colonia che la sua spedizione non era in grado di fare. Il viceré, senza contraddire direttamente Malaspina, informava Galiano della "quasi perenne nebbia" di San Francisco e della mancanza di provviste rispetto a Monterey. Attento a non dare ordini contrapposti, il viceré suggeriva caldamente che Monterey sarebbe stato un luogo migliore per fermarsi rispetto a San Francisco. Durante il ritorno Galiano si fermò a Monterey e non a San Francisco, a causa del tempo inclemente. Sia Malaspina sia il viceré chiesero a Galiano di esplorare la "Entrada de Ezeta" (la foce del fiume Columbia), che la spedizione spagnola di Bruno de Heceta (detto anche Ezeta) aveva avvistato nel 1775 senza riuscire ad entrare o a determinare se si trattasse di un fiume o di uno stretto. A Nootka Galiano seppe da Juan Francisco de la Bodega y Quadra che Robert Gray era già entrato nel fiume. Quadra diede a Galiano lo schizzo di una mappa della foce del fiume, basata sulle informazioni riportate da Gray. Galiano avvistò il fiume Columbia l'8 settembre 1792. Non entrò nel fiume, affermando che le proprie navi erano inadeguate per quel compito. In ogni caso calcolò la posizione esatta del fiume determinando che non si trattava di uno stretto.
Galiano tornò in Messico alla fine del 1792 iniziando a scrivere un resoconto della propria esplorazione, poi pubblicato nel 1802, e fu un fatto inusuale per la Spagna in cui solitamente i risultati delle esplorazioni erano tenuti segreti. Galiano sarebbe probabilmente rimasto sconosciuto se non fosse stato per la sua esplorazione dello stretto di Georgia e dell'isola di Vancouver.
Nel 1795 Malaspina fu imprigionato per aver cospirato contro lo stato. La Spagna programmò di pubblicare un grande resoconto e le mappe della spedizione, ma dopo la caduta politica divenne impossibile. Dopo la pubblicazione dei diari dei viaggi di Jean-François de La Pérouse e di George Vancouver nel 1797 e nel 1798, le autorità spagnole, non volendo pubblicare quello di Malaspina sorpassato dagli altri, decise di farlo solo con quello di Galiano. Il nome di Malaspina fu completamente rimosso, sostituito dal fatto che Galiano avrebbe operato direttamente sotto il controllo del viceré Revillagigedo. In effetti Galiano prese il posto di Malaspina come più grande esploratore della Spagna del tardo XVIII secolo.

## Ultima parte di carriera
Dopo il ritorno in Spagna nel 1794, Galiano fu nominato membro dell'Ordine Militare di Alcántara per decreto reale datato 5 dicembre 1795.
Alessandro Malaspina tornò in Spagna nell'agosto del 1794. Galiano si unì a lui nel presentare il resoconto dell'esplorazione di Malaspina al Comandante di Madrid. Insieme a due altri ufficiali, essi stettero nella capitale per preparare una pubblicazione formata da molti documenti, osservazioni, mappe, disegni ed altri dati raccolti durante il viaggio di cinque anni di Malaspina. Questa grande opera, che voleva comprendere una lunga parte narrative ed un atlante completo, voleva contrapporsi alla pubblicazione delle spedizioni di James Cook. L'esplorazione di Galiano del 1792 dello stretto di Georgia fu un'importante complemento ai racconti della visita di Malaspina in Alaska ed a Nootka. In ogni caso Malaspina tentò di influenzare la politica spagnola riguardo alla gestione delle colonie americane, con conseguenze disastrose. Fu arrestato alla fine del 1795 ed imprigionato dal 1796 al 1802, dopodiché fu esiliato dalla Spagna. Quasi tutti i documenti della sua spedizione furono confiscati e ne fu vietata la pubblicazione. Come risultato, il racconto dell'esplorazione di Galiano pubblicato nel 1802 divenne l'unica opera spagnola che raccontasse l'attività nel Pacifico nord-occidentale per molti anni, ed il nome di Galiano divenne sinonimo di esplorazione spagnola della regione.
Galiano tornò a fare il cartografo, ed a prendere servizio attivo quando scoppiò la guerra con l'Inghilterra. Attento a mantenere le distanze da Malaspina, Galiano non fu corrotto dal disastro politico. Nel 1797 era al comando della fregata Vencedor durante la Battaglia di Capo San Vincenzo.
Nel 1798 Galiano partì con una flotta di navi per le Americhe al fine di recuperare tesori per la Spagna, necessari per il finanziamento della guerra. Oltrepassò l'assedio britannico di Cadice di notte durante una tempesta, dopodiché salpò per i Caraibi, raccogliendo argento ed altri beni di valore a Cartagena ed a Veracruz. Sulla strada del ritorno dovette eludere molte volte le navi nemiche, giungendo incolume a Cadice. Fece un secondo viaggio in cerca di tesori in Nuova Spagna comandando un piccolo squadrone durante il ritorno. Le navi britanniche ed il brutto tempo lo portarono a L'Avana, dove si trovava mentre veniva firmato il Trattato di Amiens che metteva fine alla guerra nel 1802.
Nel dicembre del 1804 ricominciò il conflitto tra Spagna ed Inghilterra. Galiano, ora brigadiere, fu messo al comando della nave Bahama con 76 cannoni. Combatté la battaglia di Trafalgar, dove fu ucciso da una palla di cannone il 21 ottobre 1805. Il suo corpo fu arso in mare sulla sua nave mezza naufragata.

## Riconoscimenti
Galiano Island, un'isola situata nello stretto di Georgia, prende il nome da Alcalá Galiano, così come Alcala Point e Dionisio Point sull'estremità settentrionale dell'isola. Salamanca Point, situato nella parte orientale dell'isola di Galiano, prende il nome da Secundino Salamanca, uno degli ufficiali di Galiano. La strana forma di una rupe su Gabriola Island si chiama Galiano Gallery. La nave da guerra canadese HMCS Galiano prende il nome da lui direttamente o indirettamente, tramite il nome dell'isola. La nave alternava i compiti con un simile vascello, il HMCS Malaspina. Il canale di Sutil prende il nome del vascello di Galiano, il Sutil, così come Cape Sutil a nord dell'isola di Vancouver.